# 백일해균
백일해균(百日咳菌) 또는 보르데텔라 백일해균(Bordetella pertussis 또는 보르데텔라 펄투시스)은 백일해(Whooping cough 또는 pertussis)를 일으키는 작은 막대 모양의 균이다. 1906년 벨기에의 세균학자 쥘 보르데와 프랑스의 세균학자 옥타브 겐구와 장구가 함께 발견했고, 공기와 침 속에 섞여 전염되는 비말감염으로 확인되었으며 그람 반응에서 염색되지 않는 그람 음성균이고 운동성이 없다.

## 백일해
백일해는 박테리아 백일해균(Bordetella pertussis)에 의해 발생한다. 감염된 사람의 기침과 재채기를 통해 쉽게 퍼지는 공기 매개 질병(비말 감염)이다.

## 보르데텔라속
보르데텔라속(Bordetella屬)은 그람 음성의 알막대균 또는 막대균으로 분류되는 한 속이다. 호흡 감염과 피부 궤사를 일으킬 수 있다.

## 보르데텔라백일해
보르데텔라백일해(bordetella百日咳)는 절대 산소성의 짧은 그람 음성 막대균. 백일해균은 사람에게만 감염을 일으키며 7~10일의 잠복기 후에 경련기가 시작되어 발적과 연관된 기침이 반복적으로 일어난 뒤에 그르렁거리며 숨을 들이쉬는 백일해 기침을 일으킨다.

## 같이 보기
- 홍역바이러스
- 켄넬코프